# Jämviktspris
Jämviktspris är inom nationalekonomi det pris som leder till att önskad utbudskvantitet sammanfaller med önskad efterfrågekvantitet.
På en fri marknad leder ett alltför högt pris till att efterfrågad kvantitet faller och att priset därför pressas ned mot sin jämviktsnivå; är priset för lågt kommer priset istället att stiga tills utbud och efterfrågan är i jämvikt. Om priset regleras till en nivå under jämviktspriset kan dock ett permanent efterfrågeöverskott uppstå, vilket kan leda till köbildning, ransonering eller uppkomst av en svart marknad. Begreppet efterfrågelagen (engelska Law of demand) innebär att det i allmänhet finns ett negativt samband mellan pris och efterfrågad kvantitet.

## Numeriskt exempel
I det följande illustreras hur jämviktpris och jämviktskvantitet kan beräknas i ett specifikt numeriskt exempel.
Följande beteckningar införs: {\displaystyle P} = pris, {\displaystyle Q} = kvantitet, {\displaystyle P*} = jämviktspris och {\displaystyle Q*} = jämviktskvantitet. Vidare antas att på en marknad karakteriserad av perfekt konkurrens ges efterfrågefunktionen av {\displaystyle P=100-2Q} och utbudsfunktionen av {\displaystyle P=20+1,2Q}.
För att finna jämviktskvantiteten sätts efterfrågan lika med utbudet, det vill säga 
{\displaystyle 100-2Q*=20+1,2Q*}. Detta ger att {\displaystyle Q*=25} och för att få fram {\displaystyle P*} sätts {\displaystyle Q*} in i antingen efterfråge- eller utbudsfunktionen, vilket innebär att {\displaystyle P*=100-2*25=50}.
Svaret är således {\displaystyle Q*=25} och {\displaystyle P*=50}.